# Prionus batesi
Prionus batesi là một loài bọ cánh cứng trong họ Cerambycidae.